# 5e étape du Tour d'Espagne 2024
Pour un article plus général, voir Tour d'Espagne 2024.
La 5e étape du Tour d'Espagne 2024 se déroule le mercredi 21 août 2024 entre Fuente del Maestre en Estrémadure et Séville en Andalousie, sur une distance de 170 km.

## Parcours
Au départ de la commune de Fuente del Maestre située dans le sud de l'Estrémadure, cette étape de transition au profil légèrement vallonné et globalement descendant prend la direction du sud pour rejoindre l'Andalousie et Séville où il est très possible que la victoire se joue au sprint.

## Déroulement de la course
Les Espagnols Ibon Ruiz (Kern Pharma) et Txomin Juaristi (Euskaltel Euskadi) parcourent 120 kilomètres en tête de la course avant d'être repris par le peloton à 38 kilomètres de l'arrivée. Dans un sprint massif à Séville, le Tchèque Pavel Bittner (Dsm firmenich) s'impose de justesse devant le maillot vert Wout van Aert et Kaden Groves.

## Résultats

### Classement de l'étape
| \| Classement de l'étape \| Classement de l'étape \| Classement de l'étape \| Classement de l'étape \| Classement de l'étape \| \| Coureur \| Coureur \| Pays \| Équipe \| Temps \| \| --------------------- \| --------------------- \| --------------------- \| -------------------------- \| --------------------- \| \| 1er \| Pavel Bittner \| Tchéquie \| Team dsm-firmenich PostNL \| 4 h 25 min 28 s \| \| 2e \| Wout van Aert \| Belgique \| Team Visma \\| Lease a Bike \| + 0 s \| \| 3e \| Kaden Groves \| Australie \| Alpecin-Deceuninck \| + 0 s \| \| 4e \| Bryan Coquard \| France \| Cofidis \| + 0 s \| \| 5e \| Stefan Küng \| Suisse \| Groupama-FDJ \| + 0 s \| \| 6e \| Corbin Strong \| Nouvelle-Zélande \| Israel-Premier Tech \| + 0 s \| \| 7e \| Jhonatan Narváez \| Équateur \| Ineos Grenadiers \| + 0 s \| \| 8e \| Arne Marit \| Belgique \| Intermarché-Wanty \| + 0 s \| \| 9e \| Gianmarco Garofoli \| Italie \| Astana Qazaqstan Team \| + 0 s \| \| 10e \| Antonio Jesús Soto \| Espagne \| Equipo Kern Pharma \| + 0 s \| |                    |                  |                            |                 |
| |                    |                  |                            |                 |
| Source : ProCyclingStats |                    |                  |                            |                 |
| Classement de l'étape |                    |                  |                            |                 |
| Coureur | Coureur            | Pays             | Équipe                     | Temps           |
| 1er | Pavel Bittner      | Tchéquie         | Team dsm-firmenich PostNL  | 4 h 25 min 28 s |
| 2e | Wout van Aert      | Belgique         | Team Visma \| Lease a Bike | + 0 s           |
| 3e | Kaden Groves       | Australie        | Alpecin-Deceuninck         | + 0 s           |
| 4e | Bryan Coquard      | France           | Cofidis                    | + 0 s           |
| 5e | Stefan Küng        | Suisse           | Groupama-FDJ               | + 0 s           |
| 6e | Corbin Strong      | Nouvelle-Zélande | Israel-Premier Tech        | + 0 s           |
| 7e | Jhonatan Narváez   | Équateur         | Ineos Grenadiers           | + 0 s           |
| 8e | Arne Marit         | Belgique         | Intermarché-Wanty          | + 0 s           |
| 9e | Gianmarco Garofoli | Italie           | Astana Qazaqstan Team      | + 0 s           |
| 10e | Antonio Jesús Soto | Espagne          | Equipo Kern Pharma         | + 0 s           |

### Points attribués pour le classement par points
| Sprint intermédiaire La Algaba (km 152,4) | Sprint intermédiaire La Algaba (km 152,4) | Sprint intermédiaire La Algaba (km 152,4) | Sprint intermédiaire La Algaba (km 152,4) | Sprint intermédiaire La Algaba (km 152,4) |
| ----------------------------------------- | ----------------------------------------- | ----------------------------------------- | ----------------------------------------- | ----------------------------------------- |
|                                           | Coureur                                   | Pays                                      | Équipe                                    | Point(s)                                  |
| 1er                                       | Kaden Groves                              | Australie                                 | Alpecin-Deceuninck                        | 20                                        |
| 2e                                        | Wout van Aert                             | Belgique                                  | Team Visma - Lease a Bike                 | 17                                        |
| 3e                                        | Roger Adrià                               | Espagne                                   | Red Bull-Bora-Hansgrohe                   | 15                                        |
| 4e                                        | Nico Denz                                 | Allemagne                                 | Red Bull-Bora-Hansgrohe                   | 13                                        |
| 5e                                        | Jorge Arcas                               | Espagne                                   | Movistar Team                             | 10                                        |
| modifier                                  |                                           |                                           |                                           |                                           |

| Arrivée d'étape Séville (km 177) | Arrivée d'étape Séville (km 177) | Arrivée d'étape Séville (km 177) | Arrivée d'étape Séville (km 177) | Arrivée d'étape Séville (km 177) |
| -------------------------------- | -------------------------------- | -------------------------------- | -------------------------------- | -------------------------------- |
|                                  | Coureur                          | Pays                             | Équipe                           | Point(s)                         |
| 1er                              | Pavel Bittner                    | République tchèque               | Team dsm-firmenich PostNL        | 50                               |
| 2e                               | Wout van Aert                    | Belgique                         | Team Visma - Lease a Bike        | 30                               |
| 3e                               | Kaden Groves                     | Australie                        | Alpecin-Deceuninck               | 20                               |
| 4e                               | Bryan Coquard                    | France                           | Cofidis                          | 18                               |
| 5e                               | Stefan Küng                      | Suisse                           | Groupama-FDJ                     | 16                               |
| 6e                               | Corbin Strong                    | Nouvelle-Zélande                 | Israel-Premier Tech              | 14                               |
| 7e                               | Jhonatan Narváez                 | Équateur                         | Ineos Grenadiers                 | 12                               |
| 8e                               | Arne Marit                       | Belgique                         | Intermarché-Wanty                | 10                               |
| 9e                               | Gianmarco Garofoli               | Italie                           | Astana Qazaqstan Team            | 8                                |
| 10e                              | Antonio Jesús Soto               | Espagne                          | Equipo Kern Pharma               | 7                                |
| 11e                              | Vito Braet                       | Belgique                         | Intermarché-Wanty                | 6                                |
| 12e                              | Simon Guglielmi                  | France                           | Arkéa-B&B Hotels                 | 5                                |
| 13e                              | Carlos Canal                     | Espagne                          | Movistar Team                    | 4                                |
| 14e                              | Jon Aberasturi                   | Espagne                          | Euskaltel-Euskadi                | 3                                |
| 15e                              | Pau Miquel                       | Espagne                          | Equipo Kern Pharma               | 2                                |
| modifier                         |                                  |                                  |                                  |                                  |

### Bonifications
|   | Coureur       | Pays      | Équipe                    | Secondes |
| - | ------------- | --------- | ------------------------- | -------- |
| 1 | Kaden Groves  | Australie | Alpecin-Deceuninck        | 6 s      |
| 2 | Wout van Aert | Belgique  | Team Visma - Lease a Bike | 4 s      |
| 3 | Roger Adrià   | Espagne   | Red Bull-Bora-Hansgrohe   | 2 s      |

|   | Coureur       | Pays               | Équipe                    | Secondes |
| - | ------------- | ------------------ | ------------------------- | -------- |
| 1 | Pavel Bittner | République tchèque | Team dsm-firmenich PostNL | 10 s     |
| 2 | Wout van Aert | Belgique           | Team Visma - Lease a Bike | 6 s      |
| 3 | Kaden Groves  | Australie          | Alpecin-Deceuninck        | 4 s      |

### Prix de la combativité
- Ibon Ruiz (Equipo Kern Pharma)

## Classements à l'issue de l'étape

### Classement général
| \| Classement général \| Classement général \| Classement général \| Classement général \| Classement général \| \| Coureur \| Coureur \| Pays \| Équipe \| Temps \| \| ------------------ \| ------------------- \| ------------------ \| -------------------------- \| ------------------ \| \| 1er \| Primož Roglič \| Slovénie \| Red Bull-Bora-Hansgrohe \| 18 h 58 min 36 s \| \| 2e \| João Almeida \| Portugal \| UAE Team Emirates \| + 8 s \| \| 3e \| Enric Mas \| Espagne \| Movistar Team \| + 32 s \| \| 4e \| Antonio Tiberi \| Italie \| Bahrain Victorious \| + 38 s \| \| 5e \| Lennert Van Eetvelt \| Belgique \| Lotto Dstny \| + 41 s \| \| 6e \| Felix Gall \| Autriche \| Decathlon-AG2R La Mondiale \| + 47 s \| \| 7e \| Brandon McNulty \| États-Unis \| UAE Team Emirates \| + 50 s \| \| 8e \| Mattias Skjelmose \| Danemark \| Lidl-Trek \| + 58 s \| \| 9e \| Mikel Landa \| Espagne \| Soudal Quick-Step \| + 58 s \| \| 10e \| Aleksandr Vlasov \| Bannière neutre \| Red Bull-Bora-Hansgrohe \| + 1 min 00 s \| |                     |                 |                            |                  |
| |                     |                 |                            |                  |
| Source : ProCyclingStats |                     |                 |                            |                  |
| Classement général |                     |                 |                            |                  |
| Coureur | Coureur             | Pays            | Équipe                     | Temps            |
| 1er | Primož Roglič       | Slovénie        | Red Bull-Bora-Hansgrohe    | 18 h 58 min 36 s |
| 2e | João Almeida        | Portugal        | UAE Team Emirates          | + 8 s            |
| 3e | Enric Mas           | Espagne         | Movistar Team              | + 32 s           |
| 4e | Antonio Tiberi      | Italie          | Bahrain Victorious         | + 38 s           |
| 5e | Lennert Van Eetvelt | Belgique        | Lotto Dstny                | + 41 s           |
| 6e | Felix Gall          | Autriche        | Decathlon-AG2R La Mondiale | + 47 s           |
| 7e | Brandon McNulty     | États-Unis      | UAE Team Emirates          | + 50 s           |
| 8e | Mattias Skjelmose   | Danemark        | Lidl-Trek                  | + 58 s           |
| 9e | Mikel Landa         | Espagne         | Soudal Quick-Step          | + 58 s           |
| 10e | Aleksandr Vlasov    | Bannière neutre | Red Bull-Bora-Hansgrohe    | + 1 min 00 s     |

| Classement par points | Classement par points | Classement par points | Classement par points      | Classement par points |
| Coureur               | Coureur               | Pays                  | Équipe                     | Points                |
| --------------------- | --------------------- | --------------------- | -------------------------- | --------------------- |
| 1er                   | Wout van Aert         | Belgique              | Team Visma \| Lease a Bike | 158 pts               |
| 2e                    | Kaden Groves          | Australie             | Alpecin-Deceuninck         | 145 pts               |
| 3e                    | Pavel Bittner         | Tchéquie              | Team dsm-firmenich PostNL  | 81 pts                |
| 4e                    | Corbin Strong         | Nouvelle-Zélande      | Israel-Premier Tech        | 49 pts                |
| 5e                    | Jon Aberasturi        | Espagne               | Euskaltel-Euskadi          | 37 pts                |
| 6e                    | Luis Ángel Maté       | Espagne               | Euskaltel-Euskadi          | 35 pts                |
| 7e                    | Ibon Ruiz             | Espagne               | Equipo Kern Pharma         | 34 pts                |
| 8e                    | Lennert Van Eetvelt   | Belgique              | Lotto Dstny                | 33 pts                |
| 9e                    | Stefan Küng           | Suisse                | Groupama-FDJ               | 32 pts                |
| 10e                   | Mathias Vacek         | Tchéquie              | Lidl-Trek                  | 32 pts                |

| Classement par points | Classement par points | Classement par points | Classement par points      | Classement par points |
| Coureur               | Coureur               | Pays                  | Équipe                     | Points                |
| --------------------- | --------------------- | --------------------- | -------------------------- | --------------------- |
| 1er                   | Wout van Aert         | Belgique              | Team Visma \| Lease a Bike | 158 pts               |
| 2e                    | Kaden Groves          | Australie             | Alpecin-Deceuninck         | 145 pts               |
| 3e                    | Pavel Bittner         | Tchéquie              | Team dsm-firmenich PostNL  | 81 pts                |
| 4e                    | Corbin Strong         | Nouvelle-Zélande      | Israel-Premier Tech        | 49 pts                |
| 5e                    | Jon Aberasturi        | Espagne               | Euskaltel-Euskadi          | 37 pts                |
| 6e                    | Luis Ángel Maté       | Espagne               | Euskaltel-Euskadi          | 35 pts                |
| 7e                    | Ibon Ruiz             | Espagne               | Equipo Kern Pharma         | 34 pts                |
| 8e                    | Lennert Van Eetvelt   | Belgique              | Lotto Dstny                | 33 pts                |
| 9e                    | Stefan Küng           | Suisse                | Groupama-FDJ               | 32 pts                |
| 10e                   | Mathias Vacek         | Tchéquie              | Lidl-Trek                  | 32 pts                |

| Classement de la montagne | Classement de la montagne | Classement de la montagne | Classement de la montagne  | Classement de la montagne |
| Coureur                   | Coureur                   | Pays                      | Équipe                     | Points                    |
| ------------------------- | ------------------------- | ------------------------- | -------------------------- | ------------------------- |
| 1er                       | Sylvain Moniquet          | Belgique                  | Lotto Dstny                | 16 pts                    |
| 2e                        | Filippo Zana              | Italie                    | Team Jayco AlUla           | 11 pts                    |
| 3e                        | Primož Roglič             | Slovénie                  | Red Bull-Bora-Hansgrohe    | 10 pts                    |
| 4e                        | Luis Ángel Maté           | Espagne                   | Euskaltel-Euskadi          | 9 pts                     |
| 5e                        | Bruno Armirail            | France                    | Decathlon-AG2R La Mondiale | 7 pts                     |
| 6e                        | Lennert Van Eetvelt       | Belgique                  | Lotto Dstny                | 6 pts                     |
| 7e                        | João Almeida              | Portugal                  | UAE Team Emirates          | 4 pts                     |
| 8e                        | Xabier Isasa              | Espagne                   | Euskaltel-Euskadi          | 3 pts                     |
| 9e                        | Mikel Bizkarra            | Espagne                   | Euskaltel-Euskadi          | 3 pts                     |
| 10e                       | Ibon Ruiz                 | Espagne                   | Equipo Kern Pharma         | 3 pts                     |

| Classement de la montagne | Classement de la montagne | Classement de la montagne | Classement de la montagne  | Classement de la montagne |
| Coureur                   | Coureur                   | Pays                      | Équipe                     | Points                    |
| ------------------------- | ------------------------- | ------------------------- | -------------------------- | ------------------------- |
| 1er                       | Sylvain Moniquet          | Belgique                  | Lotto Dstny                | 16 pts                    |
| 2e                        | Filippo Zana              | Italie                    | Team Jayco AlUla           | 11 pts                    |
| 3e                        | Primož Roglič             | Slovénie                  | Red Bull-Bora-Hansgrohe    | 10 pts                    |
| 4e                        | Luis Ángel Maté           | Espagne                   | Euskaltel-Euskadi          | 9 pts                     |
| 5e                        | Bruno Armirail            | France                    | Decathlon-AG2R La Mondiale | 7 pts                     |
| 6e                        | Lennert Van Eetvelt       | Belgique                  | Lotto Dstny                | 6 pts                     |
| 7e                        | João Almeida              | Portugal                  | UAE Team Emirates          | 4 pts                     |
| 8e                        | Xabier Isasa              | Espagne                   | Euskaltel-Euskadi          | 3 pts                     |
| 9e                        | Mikel Bizkarra            | Espagne                   | Euskaltel-Euskadi          | 3 pts                     |
| 10e                       | Ibon Ruiz                 | Espagne                   | Equipo Kern Pharma         | 3 pts                     |

| Classement du meilleur jeune | Classement du meilleur jeune | Classement du meilleur jeune | Classement du meilleur jeune | Classement du meilleur jeune |
| Coureur                      | Coureur                      | Pays                         | Équipe                       | Temps                        |
| ---------------------------- | ---------------------------- | ---------------------------- | ---------------------------- | ---------------------------- |
| 1er                          | Antonio Tiberi               | Italie                       | Bahrain Victorious           | 18 h 59 min 14 s             |
| 2e                           | Lennert Van Eetvelt          | Belgique                     | Lotto Dstny                  | + 3 s                        |
| 3e                           | Mattias Skjelmose            | Danemark                     | Lidl-Trek                    | + 20 s                       |
| 4e                           | Matthew Riccitello           | États-Unis                   | Israel-Premier Tech          | + 26 s                       |
| 5e                           | Isaac Del Toro               | Mexique                      | UAE Team Emirates            | + 48 s                       |
| 6e                           | Carlos Rodríguez             | Espagne                      | Ineos Grenadiers             | + 52 s                       |
| 7e                           | Florian Lipowitz             | Allemagne                    | Red Bull-Bora-Hansgrohe      | + 1 min 12 s                 |
| 8e                           | Cian Uijtdebroeks            | Belgique                     | Team Visma \| Lease a Bike   | + 1 min 38 s                 |
| 9e                           | Thymen Arensman              | Pays-Bas                     | Ineos Grenadiers             | + 2 min 19 s                 |
| 10e                          | Max Poole                    | Royaume-Uni                  | Team dsm-firmenich PostNL    | + 3 min 35 s                 |

| Classement du meilleur jeune | Classement du meilleur jeune | Classement du meilleur jeune | Classement du meilleur jeune | Classement du meilleur jeune |
| Coureur                      | Coureur                      | Pays                         | Équipe                       | Temps                        |
| ---------------------------- | ---------------------------- | ---------------------------- | ---------------------------- | ---------------------------- |
| 1er                          | Antonio Tiberi               | Italie                       | Bahrain Victorious           | 18 h 59 min 14 s             |
| 2e                           | Lennert Van Eetvelt          | Belgique                     | Lotto Dstny                  | + 3 s                        |
| 3e                           | Mattias Skjelmose            | Danemark                     | Lidl-Trek                    | + 20 s                       |
| 4e                           | Matthew Riccitello           | États-Unis                   | Israel-Premier Tech          | + 26 s                       |
| 5e                           | Isaac Del Toro               | Mexique                      | UAE Team Emirates            | + 48 s                       |
| 6e                           | Carlos Rodríguez             | Espagne                      | Ineos Grenadiers             | + 52 s                       |
| 7e                           | Florian Lipowitz             | Allemagne                    | Red Bull-Bora-Hansgrohe      | + 1 min 12 s                 |
| 8e                           | Cian Uijtdebroeks            | Belgique                     | Team Visma \| Lease a Bike   | + 1 min 38 s                 |
| 9e                           | Thymen Arensman              | Pays-Bas                     | Ineos Grenadiers             | + 2 min 19 s                 |
| 10e                          | Max Poole                    | Royaume-Uni                  | Team dsm-firmenich PostNL    | + 3 min 35 s                 |

| Classement par équipes | Classement par équipes     | Classement par équipes | Classement par équipes |
| Équipe                 | Équipe                     | Pays                   | Temps                  |
| ---------------------- | -------------------------- | ---------------------- | ---------------------- |
| 1re                    | UAE Team Emirates          | Émirats arabes unis    | 56 h 57 min 29 s       |
| 2e                     | Red Bull-Bora-Hansgrohe    | Allemagne              | + 1 min 19 s           |
| 3e                     | Decathlon-AG2R La Mondiale | France                 | + 2 min 42 s           |
| 4e                     | Movistar Team              | Espagne                | + 3 min 07 s           |
| 5e                     | Bahrain Victorious         | Bahreïn                | + 4 min 14 s           |
| 6e                     | Israel-Premier Tech        | Israël                 | + 4 min 36 s           |
| 7e                     | Ineos Grenadiers           | Royaume-Uni            | + 5 min 22 s           |
| 8e                     | Groupama-FDJ               | France                 | + 7 min 42 s           |
| 9e                     | Team Visma \| Lease a Bike | Pays-Bas               | + 9 min 10 s           |
| 10e                    | Astana Qazaqstan Team      | Kazakhstan             | + 10 min 26 s          |

| Classement par équipes | Classement par équipes     | Classement par équipes | Classement par équipes |
| Équipe                 | Équipe                     | Pays                   | Temps                  |
| ---------------------- | -------------------------- | ---------------------- | ---------------------- |
| 1re                    | UAE Team Emirates          | Émirats arabes unis    | 56 h 57 min 29 s       |
| 2e                     | Red Bull-Bora-Hansgrohe    | Allemagne              | + 1 min 19 s           |
| 3e                     | Decathlon-AG2R La Mondiale | France                 | + 2 min 42 s           |
| 4e                     | Movistar Team              | Espagne                | + 3 min 07 s           |
| 5e                     | Bahrain Victorious         | Bahreïn                | + 4 min 14 s           |
| 6e                     | Israel-Premier Tech        | Israël                 | + 4 min 36 s           |
| 7e                     | Ineos Grenadiers           | Royaume-Uni            | + 5 min 22 s           |
| 8e                     | Groupama-FDJ               | France                 | + 7 min 42 s           |
| 9e                     | Team Visma \| Lease a Bike | Pays-Bas               | + 9 min 10 s           |
| 10e                    | Astana Qazaqstan Team      | Kazakhstan             | + 10 min 26 s          |

## Abandons
Un coureur a abandonné au cours de l'étape :
- Rui Costa (EF Education-EasyPost) : abandon